# ستيفلون دون
ستيفاني فيكتوريا ألين (بالإنجليزية: Stefflon Don) المعروفة فنيا باسم ستيفلون دون (14 ديسمبر 1991) هي مغنية راب وكاتبة أغاني بريطانية.

## حياتها المبكرة
ولدت ستيفلون في 12 ديسمبر 1991 في مدينة برمنغهام غرب المملكة المتحدة وهي من أصول جامايكية،  لها 6 من الإخوة والأخوات، انتقلت عائلتها نحو هولندا عندما كانت تبلغ من العمر 4 سنوات، لكنها عاد لإنجلترا في سن 14 سنة لتكمل دراستها في لندن. مباشرة بعد تخرجها عملت كمصففة الشعر ثم مزينة حلوى قبل أن تتفرغ لمجال الموسيقى.

## موهبتها
ظهرت لأول مرة في فيديو موسيقي للمغني الأمريكي جيريميه، ثم تعاقدت مع شركات إنتاج ككواليتي كونترول ميوزيك، بوليدور وموتاون. كما تعاونت مع عدة مغنيين مشهورين أمثال فرنش مونتانا، جاكس جونس، سكيبتا، ليل ياتي وديمي لوفاتو التي شاركت معها في أغنية "Hurtin' Me" التي حققت المركز السابع ضمن تصنيف المملكة المتحدة للأغاني المنفردة.

## ديسكوغرافيا

### الأسطوانات المطولة
| العنوان                                      | التفاصيل                                                               |
| -------------------------------------------- | ---------------------------------------------------------------------- |
| "آلمتني – أسطوانة مطولة" Hurtin' Me – The EP | - الإصدار: 12 يناير 2018 - المنتج: بوليدور - النوع: محتوى قابل للتحميل |

### الأغاني

#### كمغنية رئيسية
| العنوان                             | السنة | المراكز | المراكز | المراكز | المراكز | المراكز | المراكز | المراكز | الشهادات                  | الألبوم                  |
| العنوان                             | السنة | UKSC    | R&B     | [ 8 ]   | [ 9 ]   | [ 10 ]  | [ 11 ]  | [ 12 ]  | الشهادات                  | الألبوم                  |
| ----------------------------------- | ----- | ------- | ------- | ------- | ------- | ------- | ------- | ------- | ------------------------- | ------------------------ |
| "أثر حقيقي" "Real Ting"             | 2016  | —       | —       | —       | —       | —       | —       | —       |                           | أثر حقيقي                |
| "16 طلقة" "16 Shots"                | 2017  | —       | —       | —       | —       | —       | —       | —       |                           | أثر حقيقي                |
| "يحسدوننا" "Envy Us"                | 2017  | —       | —       | —       | —       | —       | —       | —       |                           | أثر حقيقي                |
| "آلمتني" "Hurtin' Me"               | 2017  | 7       | 2       | 70      | —       | —       | —       | —       | - : ذهبية                 | "آلمتني – أسطوانة مطولة" |
| "قرع على لينغ" "Ding-a-Ling"        | 2017  | 64      | —       | —       | —       | —       | —       | —       |                           | "آلمتني – أسطوانة مطولة" |
| "بوم بوم تام تام" "Bum Bum Tam Tam" | 2017  | —       | —       | 6       | 51      | 81      | 9       | 51      | - : بلاتينيوم - : Diamond | سيُعلن لاحقاً              |
| "سيجارة" "Cigarette"                | 2018  | 41      | —       | —       | —       | —       | —       | —       |                           |                          |
| "إدفع إلى الخلف" "Push Back"        | 2018  | —       | —       | —       | —       | —       | —       | —       |                           | رجل طيب                  |

#### كفنانة مشاركة
| العنوان                                                     | السنة | المراكز         | المراكز | المراكز  | المراكز | المراكز | المراكز | المراكز         | المراكز | المراكز  | الشهادات  | الألبوم               |
| العنوان                                                     | السنة | المملكة المتحدة | DANCE   | أستراليا | بلجيكا  | فرنسا   | ألمانيا | جمهورية أيرلندا | هولندا  | إسكتلندا | الشهادات  | الألبوم               |
| ----------------------------------------------------------- | ----- | --------------- | ------- | -------- | ------- | ------- | ------- | --------------- | ------- | -------- | --------- | --------------------- |
| "كيتي كات" "Kitty Kat" أغنية ليزا مرسيدس                    | 2016  | —               | —       | —        | —       | —       | —       | —               | —       | —        |           |                       |
| "لندن" "London" أغنية جيريميه بمشاركة كريبت آند كونان       | 2016  | —               | —       | —        | —       | —       | —       | —               | —       | —        |           | ليالي متأخرة: أوروبا  |
| "تعليمات" "Instruction" أغنية جاكس جونز بمشاركة ديمي لوفاتو | 2017  | 13              | 3       | 72       | 37      | 145     | 31      | 29              | 25      | 10       | - : ذهبية | اخبرني انك تحبني      |
| "وحيد" "Alone" أغنية هالزي بمشاركة بيغ شون                  | 2018  | —               | —       | —        | —       | —       | —       | —               | —       | —        |           | نافورة المملكة الجافة |